# Personaggi di 12 oz. Mouse

Da sinistra a destra: The New Guy, Peanut Cop, Mouse Fitzgerald, Roostre, Golden Joe, Buzby e Skillet

I personaggi di 12 oz. Mouse sono tutti i personaggi apparsi nell'omonima serie televisiva d'animazione. Il loro design è stato curato da Matt Maiellaro, con l'aiuto di John Brestan, Todd Redner e Nick Ingkatanuwat della Radical Axis. Lo speciale Invictus è stato animato dalla Awesome Inc.
La serie si incentra su Mouse Fitzgerald, un topo alcolizzato che soffre di amnesia. Dopo aver iniziato a lavorare per Shark presso un ufficio di collocamento, Fitz comincia a recuperare dei ricordi repressi di quando conduceva una vita migliore con la moglie e il figlio. Questo lo porta a cercare risposte sul suo vero passato ma delle forze oscure tentano di confonderlo manipolando lui e il mondo circostante in cui è stato intrappolato.

## Personaggi principali

### Mouse Fitzgerald
Mouse Fitzgerald, anche noto semplicemente come Fitz, è il protagonista della serie. È un topo verde antropomorfo alcolizzato e amnesico che lotta per sopravvivere e capire il mondo in cui è stato intrappolato. Non risponde mai direttamente ad una domanda, infatti utilizza spesso giochi di parole, frasi senza senso o insulti per eludere alla risposta. Nei primi episodi, lui e il suo amico Skillet fanno delle rapine in banca, talvolta immischiandosi in sparatorie, e fanno esplodere casualmente degli edifici. È un bravo chitarrista e amante della musica rock e metal, capace di suonare la chitarra elettrica con entrambe le mani. Molte volte viene affiancato da Skillet alla batteria. In città guida sempre un jet giallo con su scritto TAXI. Soffre di amnesia, infatti, nel corso della serie, comincia a recuperare dei ricordi repressi che lo vedono insieme alla sua famiglia. Secondo tali ricordi, Fitz è stato rapito da Shadowy Figure ed è stato inserito in una simulazione. Nel corso della serie diventa anche sempre più diffidente nei confronti di Shark, Liquor, Roostre, Rhoda e gli altri, poiché sospetta che siano a conoscenza del suo passato. In uno dei suoi sogni, Fitz è in possesso di una carta con su scritto agente federale "All Access" con indicato il numero 109, il che suggerisce che è stato un agente federale facente parte di una società chiamata per l'appunto Q109, a cui ha deciso di dimettersi. Si scoprirà che delle forze misteriose sono interessate a Fitz perché riesce a ricordare molti fatti accaduti in precedenza, motivo per il quale fa sembrare il tutto una cospirazione. Tuttavia Fitz è consapevole di essere stato rapito dalla sua normale realtà, quindi comincia a capire le ragioni del perché è continuamente tormentato da dei ricordi della sua vita e della sua famiglia. Nell'episodio Prolegomenon, nella realtà, a differenza di alcuni personaggi che hanno un aspetto umano, il suo aspetto fisico rimane immutato. Nel doppiaggio originale è interpretato da Matt Maiellaro e, nel mondo reale, da Seth Green.

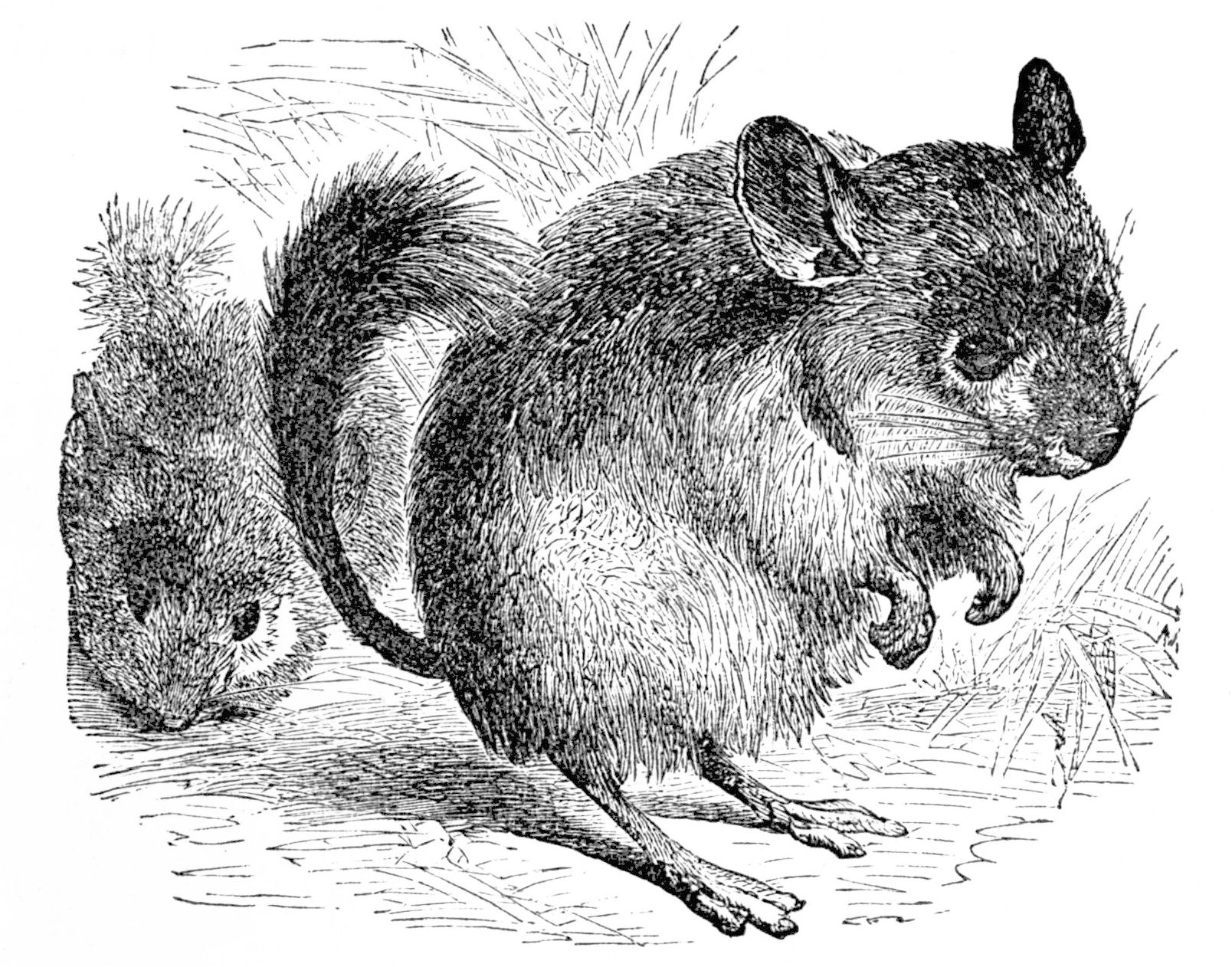
La scannerizzazione utilizzata per il personaggio di Skillet

### Skillet
Skillet è il migliore amico di Fitz che comunica attraverso stridi. Anche se Fitz e tutti gli altri personaggi si riferiscono a lui come uno scoiattolo, il suo aspetto fisico ricorda più quello di un cincillà. Possiede un fucile d'assalto AK-47 che usa frequentemente, ha la capacità di volare attraverso dei razzi che ha sulle zampe e può sparare laser dagli occhi. È un ottimo batterista. Nell'episodio Signals muore a causa di un'esplosione, ma torna nell'episodio successivo senza alcuna spiegazione. Secondo Matt Maiellaro, il personaggio era destinato a morire come visto in uno script nel quale Liquor sogna di trovarsi davanti alla tomba di Skillet. Skillet muore definitivamente nell'episodio Farewall per colpa di Rectangular Businessman. Tuttavia, nell'episodio successivo, lo si può vedere nel mondo reale, all'interno di una bottiglia di alcool. Skillet è in bianco e nero perché è stato estratto da un vecchio libro d'arte.

### Shark
Shark è uno dei principali nemici della serie. È uno squalo blu che lavora in un ufficio di collocamento che assume periodicamente Fitz per svolgere diversi lavori saltuari. Più volte ha affermato di amare Fitz sia in senso platonico che in senso omosessuale. Il rapporto tra Shark e Fitz è complicato visto che hanno letteralmente cercato di uccidersi a vicenda in più di un'occasione. Shark è il personaggio più temuto da molti personaggi, infatti, nell'episodio Spider, riesce a intimidire Rhoda, mentre Golden Joe si teletrasporta per non farsi vedere da lui. Shark ha anche un piccolo insetto aiutante che striscia nelle pareti, che usa per piantare le telecamere di sorveglianza. Possiede una sala di controllo col quale monitora i movimenti di ogni persona in tutte le parti della città. Il suo carattere è spietato, sinistro, maligno e autoritario. In un'occasione, Shark si è autoproclamato "Teorista del Big Bang" (parodizzando The Big Bang Theory), mentre faceva esplodere degli edifici semplicemente premendo un tasto. L'animazione di Shark è stata riciclata dall'episodio L’amico degli squali della serie animata Sealab 2020. Il personaggio è apparso più tardi in Aqua Teen Hunger Force nell'episodio Escape from Leprauchpolis e anche nell'episodio Kentucky Nightmare di Space Ghost Coast to Coast. Nel doppiaggio originale è interpretato da Adam Reed (st. 1-2) e Ned Hastings (st. 3).

### Rectangular Businessman
Rectangular Businessman, noto anche come Quadrato senza occhi, è un arrogante quadrato rosa che porta gli occhiali nonostante sia privo di occhi. Afferma di essere un uomo d'affari benestante, facendo continuamente riferimento alla sua ricchezza. Sebbene sia un partner di Shark, i due hanno sviluppato una rivalità imponendosi l'uno con l'altro in diverse occasioni anche se a malincuore si ritrova costretto a prendere ordini da lui. Solitamente è in combutta con lo squalo per il destino di Fitz. Tuttavia, quando Shark muove nell'episodio Farewell, ha affermato che lo squalo "era solo una pedina". Possiede dei poteri telecinetici che utilizza per teletrasportarsi, comunicare e uccidere le persone. Inoltre ha un suo sosia dall'aspetto umano nel mondo reale, di colore rosa e vestito come un uomo d'affari. Nel doppiaggio originale è interpretato da Kurt Soccolich.

## Personaggi ricorrenti

### Alleati
- Rhoda, voce originale di Dave Willis.

Rhoda è un barista con un occhio solo, il cui genere è sconosciuto. Lavora al bar locale di Cardboard City e solitamente serve dodici birre a Mouse e Skillet. Si comporta amichevolmente con il topo, mostrandosi invece intimidito da Shark. Crede che Rectangular Businessman e Roostre siano i veri mali della loro società. Ha rivelato di avere una replica di metallo di se stesso. Successivamente ha chiuso il suo bar. Quando Shark lo ha contattato implicando che sapesse del suo incontro con Mouse, viene ucciso coi poteri mentali di Rectangular Businessman. Col fuoriuscire delle sue viscere, si è scoperto che al suo interno risiedeva un serpente sputafuoco. In seguito è riapparso intrappolato in una bara di vetro insieme a Liquor e Bug, dove vengono utilizzati per alimentare il nucleo che permette a chiunque nel loro mondo di vivere. È implicito che siano fuggiti dalle bare, ora distrutte, dal momento che Bug è ricomparso sui muri dell'ufficio di Shark.
- Golden Joe, voce originale di Vishal Roney.

Golden "Joe" Joeseph è un amico di Mouse e un chiacchierone. È un rapper piuttosto conosciuto la cui voce è distorta da un effetto di riverbero e ha la capacità di teletrasportarsi a suo piacimento. Tende a gridare costantemente spesso irritando le persone intorno a lui, in particolare Roostre, a causa del suo uso di frasi lunghe e prolisse. Il suo migliore amico è Peanut Cop, con il quale passa la maggior parte del tempo a bighellonare o discutere. Condivide una relazione romantica con la sua collaboratrice e DJ Kiki.
- Peanut Cop, voce originale di Nick Weidenfeld.

Peanut Cop è un poliziotto a forma di nocciolina che lavora nella prigione della città. Il suo migliore amico è Golden Joe. Non prende seriamente il suo lavoro dal momento che è costantemente brillo o sotto uso di marijuana e ciò gli impedisce di reagire in modo appropriato ai crimini che gli si verificano. Talvolta inizia a ridere in modo incontrollabile, portando a far ridere chi gli sta intorno. Secondo Rectangular Businessman è "il cecchino più bravo della classe", tuttavia di solito non è in grado di colpire nulla a meno che non si trovi molto vicino dal bersaglio previsto. In seguito ha cambiato la sua professione in vigile del fuoco dopo aver rubato un cappello da pompiere e un camion dei pompieri a propulsione. In un'occasione è stato catturato da Shadowy Figure, tuttavia i dardi tranquillanti non lo hanno fanno perdere i sensi. Si unisce a Fitz nella lotta contro i Tiebot, rivelando di conoscere lo scopo dei Tiebot e degli Hovervac e dove si trova il campo delle aspirine. La sua professione torna successivamente a quella di poliziotto quando ha riacquisito il suo cappello da poliziotto. È svanito misteriosamente quando Fitz e i suoi amici si sono accampati nel deserto durante la notte, tuttavia è riapparso in seguito a Cardboard City. Quando lui e Golden Joe sono stati intrappolati dalle guardie ananas, sono riusciti a scappare con delle moto d'acqua e si sono riuniti a Fitz e gli altri. È deceduto dopo aver calpestato una bomba nel tentativo di sacrificarsi per fermare un'esplosione nucleare. I suoi resti sono stati raccolti e conservati in un barattolo.
- Liquor, voce originale di Matt Harrigan.

Liquor è il gestore di un negozio di alcolici di Cardboard City, dove Mouse acquista spesso della birra. Ha un atteggiamento passivo-aggressivo nonostante si mostri calmo in molte situazioni. È un alleato significativo di Fitz ed è piuttosto provocatorio nei confronti di chiunque abbia autorità, come Shark e Rectangular Businessman. Essendo uno dei pochi a scoprire i misteri dietro Q109, Liquor si sforza di trovare una via di fuga dal suo universo senza senso. Dopo aver ricevuto erroneamente la lettera di un tale di nome Mosquitor, il suo negozio viene ricoperto interamente di sangue. Inoltre ha dovuto fingere la propria morte di fronte a Shark e Rectangular Businessman, registrandosi con una fotocamera. Ha avuto a che fare con Shadowy Figure, disprezzando tuttavia i suoi ordini. È apparso successivamente intrappolato in una bara di vetro insieme a Rhoda e Bug, dove sono stati utilizzati per alimentare il nucleo che permette a chiunque nel loro mondo di vivere. In seguito sono fuggiti dalle bare.
- Eye, voce originale di Nick Ingkatanuwat.

Eye è un occhio gigante con le gambe che ingaggia Fitz per prendere dei soldi da Golden Joe. Parla molto lentamente e pronuncia molte parole con delle sillabe che suonano come la parola eye (occhio). Vive in una navicella spaziale nel mezzo di un'isola che, a detta sua, si trova in Iowa o in Wyoming. Nell'episodio Surgery Circus, quando Liquor svela una stanza nascosta dietro il muro del suo negozio, si scopre esserci il fratello gemello di Eye che è identico al primo ma con un braccio molto forte. È stato uno degli ospiti invitati da Shark per la sua riunione segreta. Nell'episodio Prolegomenon, si scopre la vera forma di Eye nella realtà, un essere umano collegato ad una grande macchina con dei tubi attaccati nelle sue cavità oculari e alla sua mano sinistra.
- Roostre, voce originale di Scott Luallen.

Roostre, anche detto Rooster, è un contadino dai capelli biondi che pianta i corn dog in una fattoria vicino alla città. Suona la chitarra classica e ha un uncino al posto della mano.  Dopo aver invitato Fitz a bere da lui quella notte, parla di un certo Birmingham (o C. J. Muff) che ha lasciato Q109 e gli rivela di essere stato rapito da una figura indistinta che lo ha rinchiuso in una stanza bianca, paralizzandolo con un dardo e spingendolo verso un ventilatore gigante in funzione. Fitz si rende conto quindi che le storie di Roostre hanno delle similitudini con i suoi sogni e i due finiscono per collaborare nel trovare una via d'uscita dal loro mondo senza senso. La sua mano gli è stata separata per ragioni ignote e successivamente si scopre che ha una vita propria, scorrazzando in giro per Cardboard City.
- Moglie di Fitz, voce originale di Liz Maiellaro.

La moglie di Fitz è un topo rosa che appare frequentemente nei ricordi di Fitz. È sposata con Fitz e insieme hanno una figlia. Non si sa cosa le sia successo dopo che è stata colpita con un dardo da Shadowy Figure, anche se è stata mostrata successivamente come un ologramma all'interno della simulazione di Shark. Durante i ricordi di Fitz si scopre che era contro il progetto Q109, affermando che dovrebbe lasciare il progetto.
- Melissa, voce originale di Melissa Warrenburg.

Melissa è una donna che indossa sempre una camicia verde, una gonna rosa e delle scarpe. Parla in un modo fastidioso e ripetitivo, spesso raccontando agli altri personaggi che cosa non possono fare. Molte volte viene apparentemente uccisa, anche se ritorna viva nell'episodio successivo, come ha fatto Rectangular Businessman quando le ha tagliato la testa a metà. Dopo ciò viene salvata da Fitz e Skillet, trasformata in un cyborg con delle armi da fuoco. Da cyborg, si unisce a Fitz e Skillet e li aiuta ad uccidere Shark. Nell'episodio Prolegomenon appare come infermiera. In questa realtà, lei e Peanut Cop sembrano essere alleati insieme ad un altro personaggio, New Angel, che appare solo vocalmente quando Peanut lo contatta al telefono.
- Man/Woman, voce originale di Bonnie Rosmarin.

Man/Woman è una donna attraente che lavora in una tavola calda. In più di un'occasione, quando appare improvvisamente, emette un forte suono acustico. Appare per la prima volta nell'episodio Hired, quando Fitz cercò di rimorchiarla al bar di Rhoda. Ha l'insolita capacità di trasformarsi in un uomo dopo aver urlato "Man Power Go!" e di trasformarsi in una donna quando urla "Woman Power On!".
- The New Guy, voce originale di Mike Lazzo.

The New Guy è un ombrello rosso antropomorfo sotto il quale spuntano i suoi piedi, uno blu e l'altro rosso. Gli piace particolarmente la musica lounge. Pare avere un'ossessione per Skillet, tanto da aver riempito la sua casa interamente con immagini del cincillà. Spesso rapisce Skillet, legandolo da qualche parte e ballando con un hula hoop di fronte a lui. Nell'episodio Bowtime salva Skillet dal gas tempo. La canzone preferita di The New Guy è Princess Cruiser di Tongo Hiti. Nell'episodio Adventure Mouse, Roostre afferma "Nessuno lo guardi! Usciamo da qui prima che la canzone finisca!". In Eighteen, The New Guy viene catturato da Shark e mangiato dallo stesso. Nell'episodio Invictus si scopre avere la capacità di parlare.
- Producer Man, voce originale di Matt Thompson.

Producer Man è una persona molto socievole e divertente che ha l'abitudine di camminare all'indietro e di fare sempre il batti cinque. Nell'episodio Spider formula un contratto con Fitz per la sua etichetta discografica, dopo aver ascoltato una canzone suonata da Fitz e Skillet chiamata F-Off. In un altro episodio, la testa di Producer Man viene tagliata a metà da una forza invisibile. Producer Man riappare nell'episodio Bowtime, dove incontra Shark che, dopo averlo fato irritare con il suo costante vocio, lo uccide ancora una volta misteriosamente. Riappare di nuovo nell'episodio Meaty Dreamy quando la mano di Roostre riesce ad entrare nella sua testa. Il suo nome viene rivelato nelle trame degli episodi pubblicati sul sito ufficiale di Adult Swim.
- Archeus.

Archeus è un globo rosa luminoso circondato da note musicali. Si presenta a Cardboard City per riportare la città alle sue condizioni originarie e confrontarsi con Mouse. Fa amicizia con il topo e lo interroga riguardo ad un flipper con strani segni e simboli nelle vicinanze. Cerca quindi di incoraggiarlo, informandolo che avrebbe capito i simboli dopo aver rinunciato alla "lotta" e che Rectangular Businessman ha ottenuto la tecnologia con la quale può "farla finita con la sua mente". Tuttavia, poiché Fitz contesta comunque le sue affermazioni, ricorda al topo che sua moglie, i suoi figli e il suo migliore amico Skillet hanno bisogno del suo aiuto.
- Buzby, voce originale di Dana Snyder.

Buzby, anche noto come "Lo Sterminatore", è un'ape antropomorfa che disinfesta gli insetti. Viene assunto da Mouse per un uccidere un ragno gigante che risiedeva nella sua casa con una mitragliatrice. Ha rivelato di non vedere la sua famiglia da cinque anni e che uno sei suoi fratelli, Louis, è stato pugnalato in faccia e ucciso. Successivamente salva Fitz da Shark e aiuta il topo a fuggire da Q109, decidendo di rimanere a Cardboard City con Skillet.
- Aria, voce originale di Mary Spender.

Una scienziata britannica che gestisce un grande laboratorio con il Professor Wilx, che attualmente vive in un mondo chiamato Lotharganin. Essendo due scienziati di alto livello, Aria e Wilx sono stati reclutati dalle Shyd Industries per lavorare a un progetto riservato, tuttavia sono bloccati in una serie di universi simulati quando hanno cercato di reindirizzare la loro strada verso la Terra Esterna. Incontra e stringe amicizia con Mouse, anch'esso assocciato precedentemente al progetto sulla simulazione delle Shyd Industries. A causa del suo precedente coinvolgimento, Aria aiuta Fitz a recuperare la memoria, poiché in passato aveva progettato il layout dei mondi e conosceva il modo per fuggire da questi. Disprezza il piano malvagio delle Shyd Industries di intrappolare le persone all'interno di queste simulazioni ed esprime odio nei confronti di chiunque sia associato all'azienda come Industry Man e Sirus.
- The Castellica, voci originali di Elize Ryd e Olof Mörck.

Castellica è un enorme camper-castello spaziale pilotato da Elize Ryd e Olof Mörck, membri del supergruppo Amaranthe. Dopo aver ricevuto gli ordini da Melissa, decidono di andare a salvare Fitz e di aiutarlo nel suo piano per sconfiggere Industry Man. Hanno il potere di creare una tempesta interdimensionale suonando il brano Portal to the Doorway (sigla della serie), che utilizzano per trasportare Fitz e gli altri attraverso altri mondi.
- The Kid, voce originale di Wyatt Maiellaro.

The Kid è un ragazzo ammazza-mostri che vive in una tenda nel deserto. Possiede varie armi futuristiche. Si allea con Roostre dopo che quest'ultimo è riuscito a fuggire dal World of Muck. In seguito affida molte delle sue armi a Fitz e gli altri nel loro tentativo di sconfiggere Industry Man, entrando poi con loro nel portale.
- Kiki, voce originale di Stephanie Lennox. Kiki è la DJ di Golden Joe. Con la scomparsa di quest'ultimo, decide di andare a cercarlo trovando una moto d'acqua, con la quale uccide per puro caso il Professor Wilx.

### Nemici
- Industry Man, voce originale di Ned Hastings.

Industry Man è un uomo mutaforme dal carattere malizioso. Spesso si rivolge in modo insensato o enigmatico nei confronti degli altri e si comporta come un presentatore televisivo, tenendo costantemente il sorriso e restando in piedi. Durante la gestione delle Shyd Industries ha impiegato due scienziati per assistere nello sviluppo di una scatola contenente una moltitudine di universi. Tuttavia, in seguito ha intrappolato i suddetti scienziati e gli altri lavoratori all'interno dei mondi, elaborando un piano per distruggere completamente la scatola.
Clock è una forma alternativa di Industry Man. Dopo che quest'ultimo ha deciso di intrappolare i lavoratori della Scatola dei Mondi al suo interno, si è trasformato in un orologio disegnato rozzamente fissato sulle 02:22 per osservare i cittadini di Q109. In questo mondo è diventato alleato di Shark e Rectangular Businessman per assicurarsi che nessun altro potesse uscire dalla scatola. Ha la capacità di rilasciare il "Gas Tempo", un fumo verde che utilizza per ipnotizzare le persone, e un "gas anti-linguaggio" che incapacita le persone di comunicare.
Shadowy Figure è un'ombra umana incombente. Nonostante il suo linguaggio sia incomprensibile, molti dei personaggi della serie riescono a comprendere cosa dice. Solitamente blocca l'individuo interessato con dei dardi tranquillanti, rinchiudendolo successivamente in una stanza bianca con un grande ventilatore. Lavora con Rectangular Businessman. In seguito assume la forma di un fluido nero in una bottiglia. Nella terza stagione viene rivelato che Shadowy Figure è una forma alternativa di Industry Man come per Clock.
- Insetto.

Un piccolo insetto che lavora per Shark. Il suo compito è quello di posizionare le telecamere di sorveglianza. Spesso cammina girando su se stesso o camminando sulle pareti in modo erratico. Shark ha un basso parere su bug, infatti, quando bug si offre per accompagnare Pronto in una missione, Shark lo negò affermando "Perché sei ritardato".
- Ragno.

Un enorme ragno che comunica attraverso stridi. Suona abilmente il pianoforte ed è capace di tessere delle frecce. Appara inizialmente a casa di Fitz e successivamente si allea a Shark. Dopo aver rapito Roostre e averlo rinchiuso in una ragnatela all'interno di una caverna, inizia ad ascoltare le sue storie e lo prende in simpatia seguendolo successivamente per Cardboard City. Successivamente si rivela essere l'identità nascosta di CJ Muff che fluttua fuori dal corpo del ragno con la forma di un globo blu. Nello speciale Invictus, dopo aver tentato di fuggire dallo sterminatore Buzby in giro per la casa di Fitz, si catapulta fuori dalla finestra teletrasportandosi via. Viene rivelato poi che il ragno stava lavorando in realtà per Shark e Rectangular Businessman.
- La mano.

Una mano mozzata che compare alla fine dell'episodio Spider, quando Shark dice a Fitz che c'è un disco musicale sotto il suo letto, trovandoci invece lei. La mano riappare più tardi nell'episodio Spharktasm, dentro il frigorifero di Fitz. Nell'episodio Adventure Mouse, Pronto entra nella casa di Fitz e trova la mano dentro il frigorifero. Alla fine dell'episodio Surgery Circus, la mano prova a scappare da Golden Joe e Peanut Cop, nel negozio di Liquor, ma Liquor riesce ad intrappolarla in un barattolo di vetro. Nel negozio, Liquor dice a Fitz che quella era la mano mozzata di Roostre e che ne ha bisogno per attivare il Corn Droid, in quanto il dispositivo riconosce solo il palmo della mano destra. Nell'episodio Meaty Dreamy, mentre la mano cerca ancora una volta di scappare da Pronto, questa riesce ad entrare e a nascondersi nella testa di Producer Man.
- Pronto.

Pronto è un agente che è stato assunto da Shark e Retangular Businessman. È disegnato molto crudamente e non possiede alcun corpo. La sua arma preferita è l'arco con le frecce, ed è un esperto "arciere" secondo il parere di Shark. Si ritiene che sia lui il responsabile delle sparatorie tra i diversi personaggi della serie. Nell'episodio Adventure Mouse, Rectangular Businessman comanda Pronto (tramite la telepatia) di entrare nella casa di Fitz per rubare the Hand. Alla fine di Bowtime, Shark lo manda da Fitz per ucciderlo una volta per tutte. Al posto di andare da Fitz, invece, ruba la "Animal Chain" dalla sala di controllo di Shark e lo usa per risvegliare Amalockh, in cambio dell'oro. Poco dopo, Amalockh divora sia la catena animale che Pronto.
- Footlong.

Footlong è un robot volante con le sembianze di un corn dog. Costruito da Roostre per servire da radar, ha la capacità di volare tramite delle piccole braccia nere che gli crescono istantaneamente. È apparso per la prima volta nel terzo episodio della serie, quando Skillet lo ha regalato a Fitz all'interno di un pacco regalo. Dopo che Fitz lo tirò fuori dalla scatola, il robot cominciò a brillare misteriosamente, così decise di provare a rintracciare il luogo da dove proveniva. Fitz poi scoprì che Footlong proveniva dalla fattoria dei corn dog di Roostre, dove quest'ultimo gli lanciò contro un missile telecomandato poiché si mise a volare. Nell'undicesimo episodio appare all'interno dello scantinato di Roostre.
- Hovervac.

Gli Hovervac sono delle piccole creature robotiche marroni simili a goblin, viste per la prima volta durante l'episodio Adventure Mouse. Sono stati costruiti da Shark. Dopo che Fitz, Skillet e The New Guy lasciano Roostre, un Hovervac comincia a seguirli. In seguito viene visto alla festa di Shark dove aspira due ospiti attraverso due tubi verdi situati nelle estremità del suo corpo. Nell'episodio Eighteen, Shark obbliga Rectangular Businessman di convocare migliaia di Hovervac da una fenditura gigante nel deserto. Il loro scopo principale è quello di cercare e raccogliere le pillole asprind con i loro tubi e di risucchiare con gli stessi chiunque cerchi di fermarli. Gli Hovervac possono anche attaccare sparando raggi laser rossi dalla loro bocca.
- Tiebot.

Tiebot è apparso per la prima volta nell'episodio Spharktasm, sotto forma di un grande papillon di colore rosso e bianco. Quando la moglie di Fitz voleva regalargli una cravatta come regalo di compleanno, la cravatta è stata rubata da Shadowy Figure. Nell'episodio Bowtime, Fitz, intrappolato nella stanza delle illusioni di Shark, riceve da sua moglie un altro papillon, ma questo si trasforma in un robot a quattro zampe con artigli, munito di pistola e trapano, diventando un Tiebot. Nell'episodio Eighteen, Shark comanda Rectangular Businessman di attivare i tantissimi Tiebot, che poi inizieranno ad uccidere i cittadini. Alcuni Tiebot sono configurati per volare e Peanut Cop dice che la loro funzione principale è sparare con i loro raggi laser.
- Amalockh.

Amalockh è un gigantesco mostro dalle tante braccia, risvegliato da Pronto grazie alla Animal Chain (Catena degli Animali). Risiede in una tomba gigante, con piccoli pilastri e casse e giradischi posti nelle parti laterali. È capace di distruggere una città anche tramite un solo ruggito. Amalockh è stato disegnato e animato con un livello di dettaglio significativamente più alto rispetto agli altri personaggi della serie, facendolo assomigliare più ad un personaggio della serie animata Aqua Teen Hunger Force, creata anch'essa da Matt Maiellaro. La creatura è stata disegnata dall'animatore Todd Redner, della Radical Axis.
- Birmingham "C. J. Muff", voce originale di Matt Maiellaro (st. 2) e George Lowe (st. 3).

Birmingham, anche noto come C. J. Muff, è un personaggio menzionato più volte durante il corso della serie. In un'occasione, Roostre ha spiegato a Fitz che Muff è riuscito a scappare da Q109 e che era uno dei suoi amici più cari. In seguito si rivela a Liquor abbandonando il corpo del rango e prendendo la forma di un grande globo fluttuante, riuscendo a comunicare con lui.
- Professor Wilx, voce originale di Ned Hastings.

Professor Wilx è uno scienziato della Terra Esterna che ha lavorato in precedenza per le Shyd Industries. È un uomo alto, di colore e dai lunghi capelli biondi che indossa un visore blu. Dopo essere stato rinchiuso nella Scatola dei Mondi da Industry Man, ha iniziato a lavorare in un misterioso laboratorio con Aria nel mondo di Lotharganin. In seguito decide di intrappolare Mouse, Aria e Eye per cercare di scappare da Lotharganin e trovare la Scatola dei Mondi.
- Sirus, voce originale di Walter Newman.

Sirus, noto anche come l'Architetto, è colui che ha progettato il sistema di chiusura della Scatola dei Mondi per renderla a prova di fuga. Dopo un confronto con Roostre, decide di reclutarlo in un complotto segreto per fermare lo sfruttamento della tecnologia della Scatola e lo teletrasporta alle Shyd Industries. Successivamente viene rivelato che il piano per distruggere Industry Man da parte di Fitz, Aria e gli altri fa parte del volere di Sirus.

## Personaggi secondari

### Cittadini di Cardboard City
- Buttermilk.

Buttermilk è uno dei tanti locali della città di cartone. Durante l'unica comparsa del personaggio nel settimo episodio della serie, mentre mostra al suo amico la sua nuova auto, viene investito da Golden Joe con il Jet Taxi prestatogli da Fitz. Durante l'impatto ha distrutto la nuova auto di Buttermilk e ha fatto saltare in aria lui e il suo amico tramite i motori fiammeggianti del veicolo.
- Cittadini, voci originali di Pierre Cerrato e Brad Zimmerman.

Dei cittadini umani che risiedono nella Città di Cartone nella simulazione Q109. Vengono uccisi frequentemente nel corso della serie. La maggior parte dei cittadini sono tutti maschi e molto simili tra loro, ad eccezione delle madri dei bambini.
- Madri dei bambini, voci originali di Ted Murphy, Thom Foolery e Andrew Quitmeyer.

Residenti della Città di Cartone di Q109, sono delle donne che attraversano la strada con un passeggino. Una di loro si mostra essere in realtà un'alcolizzata che nasconde del vino rosso in un passeggino.

### Altre creature
- La Bestia Nera.

La Bestia Nera è una strana creatura con una faccia mostruosa e un corpo simile ad un serpente, la cui immagine appare in modo subbliminale durante tutto il corso della serie. Il suo vero nome è sconosciuto. L'immagine di questa creatura è apparsa per la prima volta sullo schermo quando Fitz parlava del film Black Beast nell'episodio Signals. È apparso sullo schermo durante l'incontro di Shark con Rectangular Businessman e Man/Woman nell'episodio Rooster e durante le transizioni di entrambi i flashback di Fitz. Appare anche per alcuni fotogrammi nella sequenza di apertura della serie e durante una scena con il tendone del teatro Black Beast nell'episodio Auraphull. L'immagine di Bestia Nera appare anche sulla mappa della città che Fitz e Skillet trovano nel bunker.
- Leigh, voce originale di Ted Murphy.

Leigh è una donna transessuale che si è rifugiata in una struttura nel deserto. Dopo aver affrontato Fitz e Skillet in una sparatoria, si presenta a loro rivelando del suo rapporto con Rectangular Businessman, di come abbiano incontrato il Nuovo Angelo e di come siano riusciti ad "uscire" da quel posto. Quindi decide di invitarli nel suo rifugio, dove affida al topo un enorme proiettile argentato in grado di ucciderla quando si trasforma in un licantropo.
- Gli Ananas, voci originali di Max Simonet.

Gli Ananas sono due ananas antropomorfi con personalità e modi di fare distinti. Hanno la capacità di parlare, tuttavia non hanno occhi e orecchie.
- Draghi parlanti, voci originali di Eddie Ray.

I draghi parlanti, come suggerisce il nome, sono quattro draghi parlanti di colori diversi che vivono nel Castellica. Nonostante si mostrino inizialmente amichevoli con Eye, quest'ultimo li decapita con una spada. Il primo drago è verde e grasso, con due ali gialle, delle scarpe rosse e un berretto da baseball giallo. Il secondo drago è rosso e simile al precedente, nonostante non abbia le ali, indossa delle scarpe gialle e ha un Mohawk nero. Il terzo drago è blu e possiede delle ali violi, scarpe grigie e ha i capelli che gli coprono la faccia. Il quarto drago è giallo con le ali rosa, scarpe viola e un berretto da baseball rosa, oltre ad avere anche i cappelli viola.